# Tommi Holttinen
Tommi Holttinen (* 3. Mai 1997 in Turku) ist ein finnischer Leichtathlet, der sich auf den Stabhochsprung spezialisiert hat.

## Sportliche Laufbahn
Erste internationale Erfahrungen sammelte Tommi Holttinen im Jahr 2015, als er bei den Junioreneuropameisterschaften in Eskilstuna mit übersprungenen 5,10 m den zehnten Platz im Stabhochsprung belegte. Im Jahr darauf gelangte er bei den U20-Weltmeisterschaften in Bydgoszcz mit 5,30 m auf Rang elf und 2017 belegte er bei den U23-Europameisterschaften ebendort mit 5,40 m den siebten Platz. Im Jahr darauf schied er bei den Europameisterschaften in Berlin mit 5,51 m in der Qualifikationsrunde aus und 2022 verpasste er bei den Weltmeisterschaften in Eugene mit 5,50 m den Finaleinzug. Anschließend schied er bei den Europameisterschaften in München mit 5,50 m ebenfalls in der Vorrunde aus. 2024 verpasste er bei den Europameisterschaften in Rom mit 5,45 m den Finaleinzug. 
2020 wurde Holttinen finnischer Hallenmeister im Stabhochsprung.